# Ритуальне вбивство
Ритуальне вбивство — це різновид вбивства людини з метою вчинення певного ритуального дійства, котре передбачає забір органів у жертви (найчастіше крові і серця) з подальшим їх споживанням.
Так ірландський релігієзнавець D.D. Hughes визначає ритуальні вбивства як «вбивства, які виконуються в особливому стані, в заданій і стереотипній манері і з комунікативноїю функцією визначеною спільнотою, коли вбивство людини робиться таким же чином, в такій же ситуації і з тією же ритуальною метою, як і вбивство (відповідної) жертовної тварини»
Часто ритуальним вбивством неправомірно називають усі вбивства пов'язані з якимось певним дійством чи чином (з «комунікативним актом» на мові релігієзнавства). Але під таке надто широке визначення попадають усі виконання смертних вироків, практика децимацій стосовно військових чи полонених, усі публічні самогубства, випадкові смерті під час віросповідних дійств (найчастіше там де вживаються наркотичні речовини), полювання за скальпами, бомбіські акти терористів-смертників і т. д. Правомірність чого є дуже сумнівною.

## Поява і пояснення
Вважається що ритуальні вбивства людей прийшли в різних архаїчних культів і віросповідань, ще перед виникненням доведених ритуальних вбивств при поклонінні богині Калі і у культі Молоха. Гіпотеза доісторичного ритуальному вбивстві виникла тоді коли виявили в 1991 році в льодовику тіло людини бронзової доби. Це вбивство здається вченим ритуальним, і що саме вбивство не відбулися на місці знайдення тіла. В ньому було виявлено зламані стріли й цінну мідну сокиру як доповнення. Наявність дорогої мідної сокири і підштовхнуло дослідників до гіпотези про ритуальний характер вбивства. Коли це буде доведено, то це буде найдавнішим відомим ритуальним вбивством. Але наразі це є тільки гіпотезою.
Вважається що ритуальні вбивства призначені для:
- Вшанування чи для заспокоєння божества, духів або померлих.

- Забезпечення перемоги у війні. За гомерівською легендою Іфігенія мала бути принесена в жертву її батьком Агамемноном для досягнення успіху в Трояській війні. За Біблією, Єфта пообіцяв пожертвувати першу живу істоту, що вийде з його будинку, щоб зустрітися з ним, аби він виграв битву проти аммонитян. «І обрікся Єфта перед Господом таким обітом: „Якщо ти віддаси синів Аммона мені у руки, то хто б не вийшов із дверей моєї хати мені назустріч, коли повертатимусь побідно від синів Аммона, той буде Господеві, і я принесу його на всепалення.“» /Судді 11:30-31/. За іронією долі його дочка була першою, щоб вийти і зустрітися з ним. «Повертавсь Єфта у Міцпу додому, аж ось дочка його виходить йому назустріч з бубнами й танцями. Була ж вона в нього єдина; не було в нього, опріч неї, ні сина, ні дочки.» /Судді 11:34/. «і він виконав на ній обіт свій, що ним обрікся» /Судді 11:39/.

Про це згадує й єврейський історик Йосип Флавій. А Філон, в кінці першого століття н. е., писав, що Єфта тому виконав обітницю і приніс свою дочку в жертву бо він не міг знайти в Ізраїлі старшого за себе за статусом, хто б скасував його обітницю. В англомовній Вікіпедії є вказано що сучасні жидівські тлумачі Танаху стверджують що Єфта тільки позбавив свою дочку можливості вийти заміж і що вона довічно залишилася дівою, тобто те що її не вбивали як ритуалну жертву за отриману перемогу над ворогами. Але посилань на авторство тих тверджень там чомусь немає.
- Ворожіння на частинах тіла жертви. За Страбоном кельти вбивали жертву мечем і вгадували майбутнє з її смертних спазмів[5].

- Церемоніальних або магічних використань, або з міркувань престижу (хоча таке вже не є ритуалом, а осягненням якогось статусу). Практика відрізання голови убитого супротивника засвідчена в багатьох досучасних племінних суспільствах.

- Досягнення панівного становища в суспільстві.

- Підвищення соціального статусу певних осіб, що зазвичай є замовниками таких вбивств.

- Посвячення завершення будівлі, храму, фортеці, моста…

- Згідно В. Даля кров жертв ритуальних вбивств використовується для «освячення» дітей при народженні, котре практикуючі це часто називають «хрещенням кров'ю».

Близькими до практики ритуальних вбивств є канібалізм і полюванням за головами, що існують у деяких племінних суспільствах
За Плінієм Старшим ритуальні вбивства в Римській імперії були офіційно скасовані указом Сенату в 97 до н.е., Хоча вони серед самих римлян, як таких, ніколи не практикувалися і у Рим ці ритуали потрапили очевидно разом з переселенцями з завойованих провінцій, отримавших римське громадянство або через рабів.
Відомо що в сучасні часи навіть практика тваринної жертви суттєво зникла зі всіх головних релігій, а ритуальні вбивства засуджують й усі найбільші віросповідання, а сучасні світські закони трактують це як вбивство.
 Хоча на практиці сьогодні це виражається найчастіше у повторені мантри що ритуальних вбивств «немає і бути не може». Але і в так званих цивілізованих країнах з періодичною постійністю знаходять трупи з ознаками відбору крові й органів, тобто з ознаками ритуальних вбивств.

## Легенди
- Існує китайська легенда, що тисячі людей поховані у Великому китайському мурі.

- У Японії, легенди говорять про «людський стовп» в якому дівчат похоронили заживо біля основи або поблизу деяких будівельних конструкцій для захисту жител від стихійного лиха або ворожого нападу[9].

- Є легенда що для повторного освячення Великої піраміди Теночтітлана 1487 року ацтеки вбили близько 80 400 ув'язнених протягом чотирьох днів. Росс Хассіг стверджує, що 10 000 і 80 400 людей там були принесені в жертву при одній з церемонії[10].

- Вважається що в деяких стародавніх народів поняття про загробне життя померлого залежить і від ритуальних жертв при його похоронах. Що в монголів, скіфів, жителів раннього Єгипту й індіанців правителі могли взяти більшу частину свого домашнього господарства, в тому числі й службовців та наложниць з собою до іншого світу, щоб вони могли продовжувати служити йому в загробному житті.

## Звинувачення
Народи і громади, які звинувачувалися у вчинені ритуальних вбивств:
- Народи Ханаану, друге тисячоліття до н. е. Очевидно що їх звинувачували вже ті хто жив століттями пізніше і був з числа тлумачів Біблії, аби якось пояснити явний геноцид тих народів в часи Ісуса Навина.

- Скіфи 5-6 століття до н. е. Звинуватив їх Геродот у своїй книзі «Мелькумена» за те що вони вбивали кожного сотого полоненого. Він усіх звинувачував хто чинив опір експансії цивілізованих персів, тому не міг оминути й скіфів, котрі зганьбили перського непереможного царя Дарія Великого своєю перемогою над його інтернаціональним військом. Коли скіфів правомірно звинувачувати у ритуальних вбивствах, то тоді потрібно в такому звинуватити й наприклад ЛеваТроцького (і йому подібних), який в часи громадянської війни в Росії практикував децимації — вбивства кожного десятого…

Геродоту спала на думку така версія, потрібного йому звинувачення, бо він десь почув що скіфи кладуть тіла вбитих полонених так щоб кров стікала у якусь ємкість. Але і забій тварин різники так чинять, аби потім ту кров десь вилити у землю, з міркувань звичайної й необхідної санітарії? І, найголовніше, забір крові при ритуальному вбивстві чинять у живої жертви, а не у вбитої. Мабуть аристократ Геродот з різниками соромився спілкуватися, бо би до такого ляпу не допустився.
Пізніше, вже у 20 столітті, подібні звинувачення стосовно скіфів повторювали (списували в Геродота) і численні літератори, які «пороху не нюхали» і роботи різників не бачили, але нахабно дозволяли собі писанину про ритуальні вбивства.
- Жиди у 30-х роках н. е.[11]

- Християни у Римській імперії. 1-4 століття.

- Жиди у Європі від 4 по 21 століття включно.

- Цигани, друге тисячолітті н. е.

- Ацтеки 16 — століття. Їх звинувачували іспанські колонізатори, які очевидно сплутали публічні самогубства й особливості виховання військових в ацтеків з ритуальними вбивствами. Адже жертви там йшли на смерть добровільно, навіть і полонені (які очевидно не бажали перетворюватися на рабів)

- Так зване Полювання на відьом з 16 і 17 століть[12]

- Удмурти у Російській імперії наприкінці 19 століття

- Монгольські буддисти на початку 20 століття.

- Тибетські ламаїсти (1950—1951). За даними китайських джерел, в 1948 році, 21 осіб було вбито державними жертовними священиками з Лхаси в рамках ритуалу руйнування ворожої сили, тому що їх органи були використані як магічні інгредієнти.

Музей Тибетської Революції, створений китайцями в Лхасі, має численні ритуальні предмети на своїй виставці, щоб проілюструвати ці претензії.
Китайці продемонстрували велику кількість частин людських останків, як жахливих доказів тибетських ритуальних вбивств. Їм заперечили, кажучи що ці останки є частинами тіл людей померлих від природних причин, які були зібрані після і збережені як реліквії.
- Далай-лама. На Тайвані Лі Ао у своєму ток-шоу в 2006 році стверджував, що Далай-лама повелів приносити людські жертви, просячи своїх послідовників щоб вони «вирвали людську шкіру» для «деяких релігійних церемонії»[13]

- Спільноти: Народ Храму, Рух за відновлення десяти заповідей Бога, Орден Сонячного Храму, «Тодд Lewan», мексиканського лідера віросповідного культу Адольфо Constanzo.

## На Русі-Україні

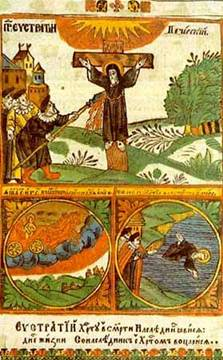
Вбивство Євстратія Постника

З літописів відомо що 11 червня 978 року Володимир І Святославич (котрий пізніше став св Володимиром Великим) «сів на престол свого батька у Києві» і вирішив вознести подяку богам, тобто вчинити ритуальне вбивство. Жереб впав на сина Феодора-варяга Івана, котрі і тоді вже були християнами. Батько заступився за сина і був вбитим разом з сином, через помсту за образу богів, а не як жертви ритуальних вбивств. Чи відбулося тоді ритуальне вбивство в Києві невідомо, скоріше ні. І ця сміливість Феодора перед натовпом сильно вплинула на князя Володимира.
Православною і греко-католицькою церквами на Русі-Україні було зачислені до лику святих дві жертви ритуальних вбивств, Євстратія Постника (загинув 1060 року в Криму) і Гавриїла з Білостлку (загинув 1690 року біля Білостоку). І ще православною церквою був розпочатий процес канонізації стосовно вбитого у Києві у 1911 році Андрійка Ющинського, вбивство котрого судом Російської імперії було визнане як ритуальне.[джерело?]

## Сучасні ритуальні вбивства

### Азія
Бангладеш 22 березня 2010 року: 26-річний робітник був убитий на робочому місці за наказом власників, яким це порадила ворожка.
Індія: Людські жертвоприношення є незаконним в Індії. Але кілька випадків відбуваються у віддалених і слаборозвинених регіонах країни, де сучасність не проникла також і племінні / напів-племінних груп дотримуватися культурних практик, як вони зробили протягом тисячоліть. Відповідно до «Hindustan Times», стався випадок ритуалного вбивства в Західній Уттар-Прадеш в 2003 році Після подібних вбивств там по неофіційних підрахунках таким чином загинули 25 людей.
Точно так само, поліція в Khurja повідомила про «десятки жертв» за півроку у 2006 році, послідовниками богині влади Калі
Неділя 5 березня 2006: Обезголовлене тіло знайшли поряд з храмом Калі в Бірбхум

### Африка
Ритуальні вбивства мають місце у віруваннях, наприклад в Муті (Східна Африка) і у вуду (Західна Африка). Зазвичай тоді коли метою таких злочинів є сприяння для набуття багатства для того, хто фінансує ритуальні вбивства.
У січні 2008 року, Мілтон Blahyi, Ліберія, зізнався в участі у ритуальному вбивстві, у вбивстві невинної дитини, якій вилучили серце, котре було розділене на частини для виконавців цього злочину щоб з'їсти. Він був учасником громадянської війни, повстанцем проти Чарльзо Тейлора

### Європа
Велика Британія: у червні 2005 року була опублікована доповідь BBC, котра показали, що хлопчики з Африки стати жертвами торгівлі людьми до Великої Британії для ритуальних вбивств.

### Чилі
1989 рік, журналіст Патрік Тірні оприлюднив документи про сучасні ритуальні вбивства під час руйнівного землетрусу у Вальдівії у 1960 вчинених шаманом Machi з подільниками в Озеро Буди Жертві, 5-річниному Хосе Луїс Painecur, були руки і ноги видалені а потім внесли тіло в море. Двом чоловікам були пред'явлені звинувачення в скоєнні злочину і вони зізналися, але пізніше відмовився від свого зізнання і були звільнені через два роки. Суддя ухвалив рішення, що тих, хто брав участь у вбивстві «діяв без вільної волі, рухомий нестримною природною силою предків і традиції».

## Ставлення

### Практика юдаїзму відносно крові і жертвопринесень
Описи тортур і людських жертвопринесень в передбачуваних ритуальних вбивствах суперечать багатьом фактичним положенням юдаїзму. Насамперед, заборона на вбивство міститься в десяти заповідях Тори. Крім того, використання крові (людської чи будь-який інший) в приготуванні їжі суворо заборонено кашрутом . Кров і будь-які інші виділення людського організму є ритуально нечистими (Лев.15) . Кров убитих тварин не може вживатися в їжу, вона повинна бути виведена з тіла тварини і похована (Лев.17 :12 −13) . Згідно Книзі Левіт, кров жертовної тварини (але не людини) може бути використана лише на жертовнику Єрусалимського храму який до часу приписуваних подій вже не існував сотні років.
У той час як жертвопринесення тварин дійсно практикувалися в стародавньому юдаїзмі, Танах (Старий Завіт) і Галаха зображують людські жертвоприношення як одне з зол, що відокремлюють язичників Ханаана від євреїв (Втор.12 : 31 , 2Цар.16 : 3). Євреям заборонялося брати участь у цих ритуалах (Ісх.34 : 15 , Лев.20 : 2 , Втор.18 : 12 , Іер.7 : 31) . Фактично, вимога ритуальної чистоти забороняла навіть знаходження священиків (Коенів) в одній кімнаті з людським трупом (Лев.21:11). Нащадкам Коенів, згідно з релігійними канонами, Галаха забороняє навіть заходити на цвинтар.
Кривавий наклеп — безпідставне та часто упереджене звинувачення певних груп людей, здебільшого етнічних меншин у здійснені ритуальних вбивств людей, жертвопринесень людських органів та крові. Основними жертвами таких вбивств вбачалися діти. Звинувачення у кривавому наклепі історично використовувалися як привід для розправи з певними групами людей шляхом організації погромів, лінчування тощо. Об'єктом такого упередження часто виступали євреї. Однією з найвідоміших справ, де фігурував кривавий наклеп була справа Бейліса, яка отримала розголос не тільки в Російській імперії, але й за кордоном.

## В белетристиці[23]
- Лотерея (1948) розповідь, що викликало суперечки в Сполучених Штатах.

- Плетена людина (1973) Робін Харді культовий фільм досліджує тему людських жертвоприношень.

- Допомога фільм (в гумористичній формі) про групу, яка практикує людські жертвоприношення і намагається вбити Рінго Старр, тому що він носить жертовне кільце.

- Тінтін: В'язні Сонця фільм. Вождь інків наближається до жертвування Тінтіна, капітана Пікша, і професора математики на багатті, котре має бути підпаленим від параболічних дзеркал. За обчислення, скоєнні «святотатства» і за носіння якогось браслета.

- Індіана Джонс і Храм Долі (1984) фільм. Первосвященик Мола Рам вбиває чоловіків через чарівне видалення їх сердець однією рукою і опускання їх в киплячу лаву.

- Апокаліпсис (2006) фільм, режисер Мел Гібсон ритуальні вбивства робляться щоб заспокоїти богів.

- The Lost Symbol, роман Ден Брауна. Мал'Ах, готує себе для людських жертвопринесень протягом всієї повісті, вважаючи, що це його велика доля, щоб привести сили зла.

- Belgariad і Malloreon, режисер Девід Еддінгс. Людські жертвоприношення типу схожих на ацтеки ацтеків практикується людьми Angarak, де зображена гонка у відданості їх богу Torak.

- The Elder Scrolls IV: Oblivion, Злочинці замовили ритуальне вбивство члена доброзичливої Віри. В якому виконавець проникає у їх організацію. У разі відмови, вони нападають на гравця. Якщо гравець робить це, лиходії отримають переконаного гравця на їхньому боці.

- The Elder Scrolls V: Skyrim, ритуальні вбивства є повторюваним елементом в декількох квестах.